# Siedmiu Żydów z mojej klasy

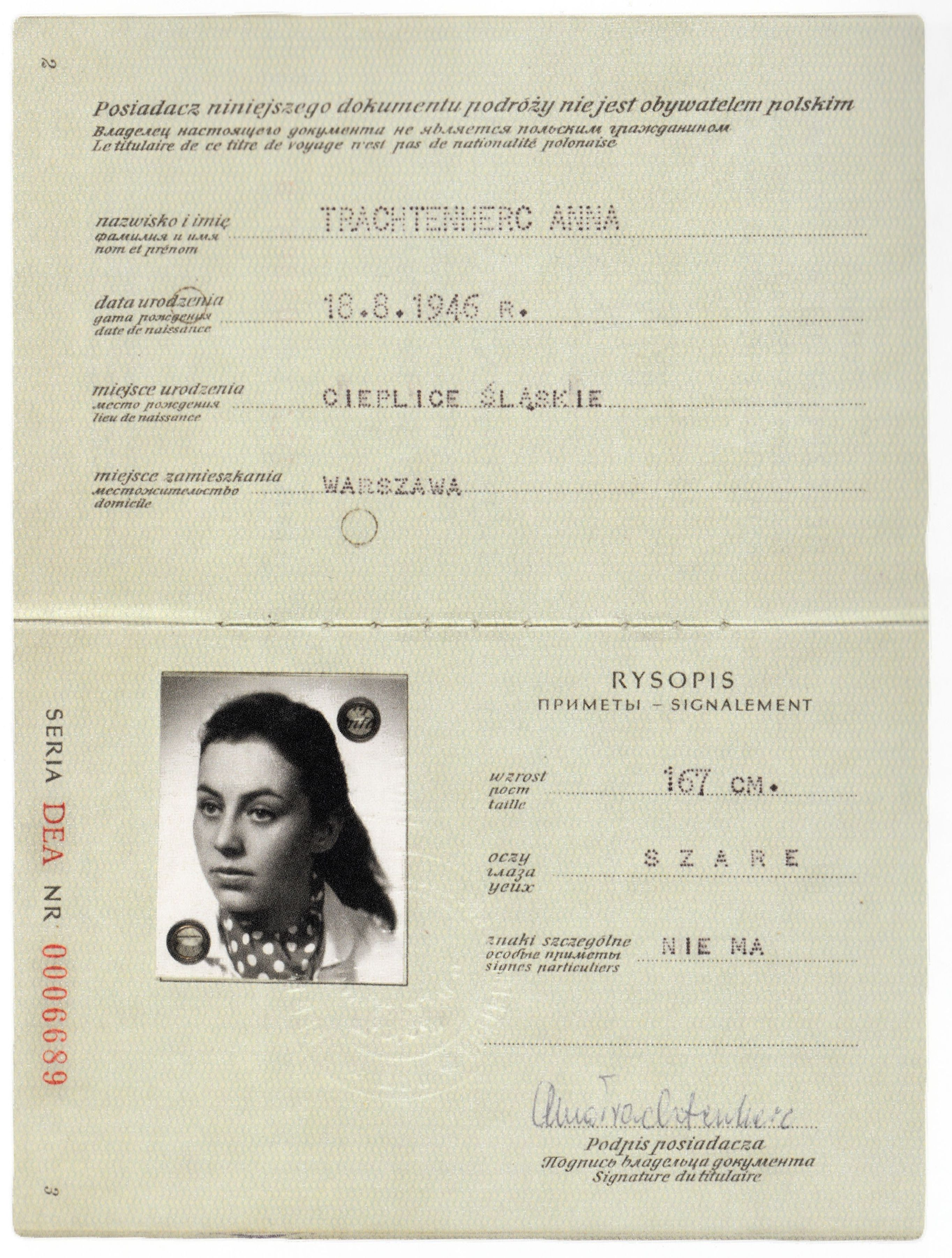
Dokument podróży wydawany emigrantom w 1968

Siedmiu Żydów z mojej klasy – polski film dokumentalny z 1991 roku zrealizowany przez Marcela Łozińskiego. Jeden z pierwszych filmów dokumentalnych poświęconych wydarzeniom marca 1968.
W filmie przedstawiono wypowiedzi osób, które zostały zmuszone do wyjazdu z Polski po antysemickiej nagonce w 1968 r. Reżyser zarejestrował je przy okazji spotkania klasowego dawnych licealistów jednej z warszawskich szkół. Bohaterowie wspominają czas wyjazdów i opowiadają o swoich losach na emigracji. W drugiej części filmu pojawia się dyskusja na temat tożsamości emigrantów: czy czują się Żydami, Polakami, czy może obywatelami swych nowych krajów?.

## Nagrody
- Nagroda za najlepszy film dokumentalny, TVP S.A. (1992),
- Festiwal Polskiej Twórczości Telewizyjnej-Nagroda Specjalna (1993)[1].